# King’s X
King's X – amerykański zespół rockowy, który łączy elementy metalu progresywnego, funku oraz soulu. Aranżacja wokalna zespołu jest pod silnym wpływem gospelu i bluesa. Teksty utworów w dużej mierze oparte są na refleksyjnych przemyśleniach muzyków i ze względu na duchowy charakter utworów muzyka często bywa klasyfikowana jako rock chrześcijański, lecz sami muzycy unikają jednoznacznej klasyfikacji. Mimo umiarkowanego rozgłosu King’s X położyli podwaliny pod rozwój metalu progresywnego oraz grunge'u. 
King’s X zostali uplasowani przez VH1 na 83 miejscu na liście 100 Greatest Artists of Hard Rock. Od czasu kontraktu z Megaforce Records w 1987 roku, grupa wydała dwanaście albumów studyjnych, dwa albumy koncertowe i kilka niezależnych wydawnictw.

## Historia
Debiutancki album zespołu – "Out of the Silent Planet" ukazał się w 1988 roku, mimo to historia zespołu zaczyna się w 1979 roku, kiedy basista Doug Pinnick i perkusista Jerry Gaskill dołączyli do chrześcijańskiego zespołu Petra. Zespół ten rozpadł się na krótko po dołączeniu muzyków, więc ci znaleźli zatrudnienie u chrześcijańskiego artysty – Phila Keaggyego. Pinnick i Gaskill na trasie promującej debiutancki album Keaggyego poznali Ty Tabora – późniejszego gitarzystę King's X.
Później, na początku lat 80. Doug Pinnick zaczął grać z Taborem i zaproponował mu założenie zespołu. Do składu dołączył Jerry Gaskill oraz czwarty członek, gitarzysta – Dan McCollam, którego niedługo potem zastąpił Kirk Henderson. Zespół początkowo nazywał się "the Edge" i grał utwory znanych zespołów w lokalnych pubach. W 1983 roku, zespół opuścił Kirk Henderson, co było również impulsem do zmiany nazwy na "Sneak Preview". Zespół w takim trzyosobowym składzie zarejestrował w 1983 roku album zawierający oryginalne kompozycje. 
W 1985 roku, artyści przenieśli się do Houston, gdzie poznali Sama Taylora – ich późniejszego managera. To on zasugerował zmianę stylu muzycznego grupy i przemianowanie jej na King's X. Taylor doprowadził również do podpisania w 1987 roku kontraktu z Megaforce Records, co poskutkowało wydaniem pierwszego albumu zespołu pod sztandarem King's X – "Out of the Silent Planet".

## Dyskografia
| 1988                           | Out of the Silent Planet - Data: 22 marca 1998 - Wydawca: Megaforce Records             | 144 | —  | —  | —  | —  |
| 1989                           | Gretchen Goes to Nebraska - Data: 27 czerwca 1989 - Wydawca: Megaforce Records          | 123 | —  | 52 | —  | —  |
| 1990                           | Faith, Hope, Love by King's X - Data: 22 października 1990 - Wydawca: Megaforce Records | 85  | —  | 70 | —  | —  |
| 1992                           | King's X - Data: 3 października 1992 - Wydawca: Atlantic Records                        | 138 | —  | 46 | —  | —  |
| 1994                           | Dogman - Data: 25 stycznia 1994 - Wydawca: Atlantic Records                             | 88  | —  | 49 | 46 | 47 |
| 1996                           | Ear Candy - Data: 14 maja 1996 - Wydawca: Atlantic Records                              | 105 | —  | —  | 52 | —  |
| 1998                           | Tape Head - Data: 20 października 1998 - Wydawca: Metal Blade Records                   | —   | —  | —  | —  | —  |
| 2000                           | Please Come Home... Mr. Bulbous - Data: 23 maja 2000 - Wydawca: Metal Blade Records     | —   | —  | —  | —  | —  |
| 2001                           | Manic Moonlight - Data: 25 września 2001 - Wydawca: Metal Blade Records                 | —   | 19 | —  | —  | —  |
| 2003                           | Black Like Sunday - Data: 20 maja 2003 - Wydawca: Metal Blade Records                   | —   | 13 | —  | —  | —  |
| 2005                           | Ogre Tones - Data: 27 września 2005 - Wydawca: InsideOut Music                          | —   | 30 | —  | —  | —  |
| 2008                           | XV - Data: 16 maja 2008 - Wydawca: InsideOut Music                                      | 145 | 12 | —  | —  | —  |
| "—" pozycja nie była notowana. |                                                                                         |     |    |    |    |    |